# Sékou Bamba de Karamoko
Sékou Bamba de Karamoko, conosciuto semplicemente come Sékou Bamba e soprannominato Moukila Sayal (Odienné, 25 febbraio 1970 – Abidjan, 19 aprile 2008), è stato un calciatore ivoriano, di ruolo attaccante.

## Caratteristiche tecniche
Era un attaccante veloce ed intelligente, dotato di grandi qualità atletiche e tecniche

## Carriera

### Club
Dopo essersi formato calcisticamente dell'ASEC Mimosas, Bamba de Karamoko inizia la carriera agonistica nel Denguélé, squadra della sua città natale. Nel 1988 viene ingaggiato dall'Africa Sports, con cui si aggiudica due campionati, una coppa nazionale, due Coppa Félix Houphouët-Boigny ed a livello continentale la Coppa delle Coppe d'Africa 1992, battendo in finale i burundesi del Vital'O e la Supercoppa CAF 1993, vinta contro i marocchini del Wydad Casablanca.
Nel 1993 passa ai rivali dei rossoverdi, l'ASEC Mimosas. Con i gialloneri vince altri tre campionati, una coppa e due coppe FHB. In campo internazionale raggiunge con il club di Abidjan la finale della Coppa dei Campioni d'Africa 1995, persa contro i sudafricani dell'Orlando Pirates; Bamba fu però il capocannoniere della competizione con quattro reti a pari merito con il ghanese Kofi Deblah.
Dal 1996 al 1998 è in forza allo Stade d'Abidjan. Nel gennaio 1998 si trasferisce in Turchia, ingaggiato dall'Antalyaspor. Con il club di Adalia ottenne il dodicesimo posto finale nella Türkiye 1.Lig 1997-1998. Al termine dell'esperienza turca Bamba si ritirò dall'attività agonistica.
È morto dopo una lunga malattia che lo affliggeva da un anno nell'aprile 2008.

### Nazionale
Con la nazionale ivoriana ha giocato quattordici incontri segnando 6 reti.

## Statistiche

### Cronologia presenze e reti in nazionale[4]
| Cronologia completa delle presenze e delle reti in nazionale ― Costa d'Avorio | Cronologia completa delle presenze e delle reti in nazionale ― Costa d'Avorio | Cronologia completa delle presenze e delle reti in nazionale ― Costa d'Avorio | Cronologia completa delle presenze e delle reti in nazionale ― Costa d'Avorio | Cronologia completa delle presenze e delle reti in nazionale ― Costa d'Avorio | Cronologia completa delle presenze e delle reti in nazionale ― Costa d'Avorio | Cronologia completa delle presenze e delle reti in nazionale ― Costa d'Avorio | Cronologia completa delle presenze e delle reti in nazionale ― Costa d'Avorio |
| Data                                                                          | Città                                                                         | In casa                                                                       | Risultato                                                                     | Ospiti                                                                        | Competizione                                                                  | Reti                                                                          | Note                                                                          |
| ----------------------------------------------------------------------------- | ----------------------------------------------------------------------------- | ----------------------------------------------------------------------------- | ----------------------------------------------------------------------------- | ----------------------------------------------------------------------------- | ----------------------------------------------------------------------------- | ----------------------------------------------------------------------------- | ----------------------------------------------------------------------------- |
| 2-8-1987                                                                      | Nairobi                                                                       | Costa d'Avorio                                                                | 1 – 0                                                                         | Malawi                                                                        | IV Giochi panafricani                                                         | -                                                                             | 71’                                                                           |
| 4-8-1987                                                                      | Nairobi                                                                       | Costa d'Avorio                                                                | 1 – 2                                                                         | Egitto                                                                        | IV Giochi panafricani                                                         | 1                                                                             |                                                                               |
| 6-8-1987                                                                      | Nairobi                                                                       | Costa d'Avorio                                                                | 1 – 0                                                                         | Senegal                                                                       | IV Giochi panafricani                                                         | 1                                                                             |                                                                               |
| 8-1-1989                                                                      | Abidjan                                                                       | Costa d'Avorio                                                                | 1 – 0                                                                         | Libia                                                                         | Qual. Mondiali 1990                                                           | 1                                                                             |                                                                               |
| 22-1-1989                                                                     | Harare                                                                        | Zimbabwe                                                                      | 0 – 0                                                                         | Costa d'Avorio                                                                | Qual. Mondiali 1990                                                           | -                                                                             |                                                                               |
| 11-6-1989                                                                     | Abidjan                                                                       | Costa d'Avorio                                                                | 0 – 0                                                                         | Algeria                                                                       | Qual. Mondiali 1990                                                           | 1                                                                             |                                                                               |
| 13-8-1989                                                                     | Abidjan                                                                       | Costa d'Avorio                                                                | 5 – 0                                                                         | Zimbabwe                                                                      | Qual. Mondiali 1990                                                           | 1                                                                             |                                                                               |
| 25-8-1989                                                                     | Annaba                                                                        | Algeria                                                                       | 1 – 0                                                                         | Costa d'Avorio                                                                | Qual. Mondiali 1990                                                           | -                                                                             |                                                                               |
| Totale                                                                        |                                                                               | Presenze                                                                      | 14                                                                            |                                                                               | Reti                                                                          | 6                                                                             |                                                                               |

## Palmarès

### Competizioni nazionali
- Ligue 1: 5

Africa Sports: 1988, 1989
ASEC Mimosas: 1993, 1994, 1995
- Coupe de Côte d'Ivoire: 2

Africa Sports: 1989
ASEC Mimosas: 1995
- Coppa Félix Houphouët-Boigny: 4

Africa Sports: 1988, 1989
ASEC Mimosas: 1995, 1996

### Competizioni internazionali
- Coppa delle Coppe d'Africa: 1

Africa Sports: 1992
- Supercoppa CAF: 1

Africa Sports: 1993